# Tina Brenneisen
Tina Brenneisen (née en 1977) est une auteure de bande dessinée allemande qui utilise parfois le pseudonyme PoinT.

## Publications
- Das letzte Geheimnis, Parallelallee, 2013  (ISBN 978-3-946972-06-8).
- Die Traumfabrik, Parallelallee, 2014  (ISBN 978-3-946972-05-1).
- Die Hoodies, Parallelallee, 2015  (ISBN 978-3-946972-04-4).
- Das gelbe Pony, Parallelallee, 2017  (ISBN 978-3-946972-07-5).
- Das Licht, das Schatten leert, Edition Moderne, Zürich 2019,  (ISBN 978-3-03731-192-9).

## Distinction
- 2017 : prix de bande dessinée de la fondation Berthold Leibinger pour Das Licht, das Schatten leert (non paru à la date de remise du prix)